# 中国人民解放军陆军合成第一九四旅
合成第一九四旅（英語：194th Combined Arms Brigade），是中国人民解放军陆军第八十一集团军下辖的一个重型合成旅，驻地天津市蓟州区。

## 历史概述
2011年，摩步第一九三师分出一部组建机械化步兵第一九四旅，即本旅，2017年改为合成旅，为现有编制。

## 沿革
参考资料：
| 部隊番號             | 使用時期             |
| -------------------- | -------------------- |
| 机械化步兵第一九四旅 | 2011年11月-2017年2月 |
| 合成第一九四旅       | 2017年2月-现在       |